# Scopula acrates
Scopula acrates là một loài bướm đêm trong họ Geometridae.